# Acción Democrática de Quebec
La Acción Democrática de Quebec (en francés Action démocratique du Québec), o ADQ, es un partido político quebequense de derecha.
El líder en el cargo fue elegido con dos votos (50.03%) más que los votos de Éric Caire. El partido tiene seis diputados en la Asamblea Nacional de Quebec.
En 2011 se fusiona con la Coalition Avenir Québec.

## Resultados electorales
| Asamblea Nacional de Quebec |         |             |          |           |        |           |              |
| Elecciones                  | Escaños | ±           | Posición | Votos     | %      | Gobierno  | Líder        |
| 1994                        | 1/125   |             | 3º       | 252.721   | 6,46%  | Oposición | Mario Dumont |
| 1998                        | 1/125   | Sin cambios | 3º       | 480.636   | 11,81% | Oposición | Mario Dumont |
| 2003                        | 4/125   | 3           | 3º       | 694.122   | 18,18% | Oposición | Mario Dumont |
| 2007                        | 41/125  | 37          | 2º       | 1.224.412 | 30,84% | Oposición | Mario Dumont |
| 2008                        | 7/125   | 34          | 3º       | 531.358   | 16,37% | Oposición | Mario Dumont |